# Дов Садан
Садан Дов (Берл Шток) (івр. דב סדן; 21 лютого 1902, Броди — 14 жовтня 1989, Єрусалим) — ізраїльський дослідник літератури на їдиш та івриті, письменник та перекладач, член Ізраїльської академії наук (1962), лауреат Державної премії Ізраїлю в царині «єврейської мудрості» (1968), літературної премії імені Бялика у номінації «Література» (1980).

## Життєпис
Отримав традиційне єврейське виховання. В часі першої світової війни родина переїздить до Львова, там він починає працювати у молодіжній організації «Хе-Халуц».
В юнацьких роках прилучився до сіоністського руху та став прихильником відродження івриту.
1925 року у Варшаві редагує газету «Хе-Атід» — орган «Хе-Халуц» в Польщі. Того ж року переїздить в Ерец-Ісраель.
З 1927 року по пропозиції Берла Кацнельсона стає співробітником газети «Давар».
1928 року по завданню організації виїздить до Німеччини, вивчає німецьку культуру, методику психоаналізу та способи його застосування в літературознавстві.
1933 року повертається в Ерец-Ісраель, відновив роботу у газеті.
1944 року стає редактором в видавництві Гістадруту «Ам овед».
Викладає в Єврейському університеті Єрусалима.
Протягом 1952—1970 років очолював в університеті відділення літератури на їдиш, від 1963 року — професор. Одночасно у 1965—1970 роках викладав літературу на івриті у Тель-Авівському університеті.
1965 року обраний до Кнесету, в складі комісії по освіті та культурі, проте у грудні 1968 року полишив депутатську посаду як вияв протесту проти поїздки делегації Кнесету до Німеччини.
Брав участь у діяльності Академії мови іврит та Інституту Бялика.
Його наукові праці переважно стосуються фольклору та єврейському гумору, ідіоматиці їдиш та івриту, літературознавству.
Вийшли друком збірники його критичних творів:
- 1951 — «Пробні камені»,
- 1959 — «Про Шая Агнона»,
- 1962 — «Критерії»,
- 1963 — «Між справедливістю та аналізом»,
- 1968 — «Між запозиченим та власним»,
- 1970 — «Межові камені», в царині літератури на їдиш — 1961—1972 роки — тритомник «Камені порогу».

Ціла шерега його збірників присвячені примовкам та прислів'ям. Писав вірші, есе, відгуки «на злобу дня», мемуари, модерністські оповідання, портретні замальовки.
Перекладав на іврит з їдиш, німецької та польської мов — першим переклав твори Франца Кафки.